# Flight Test Instrumentation

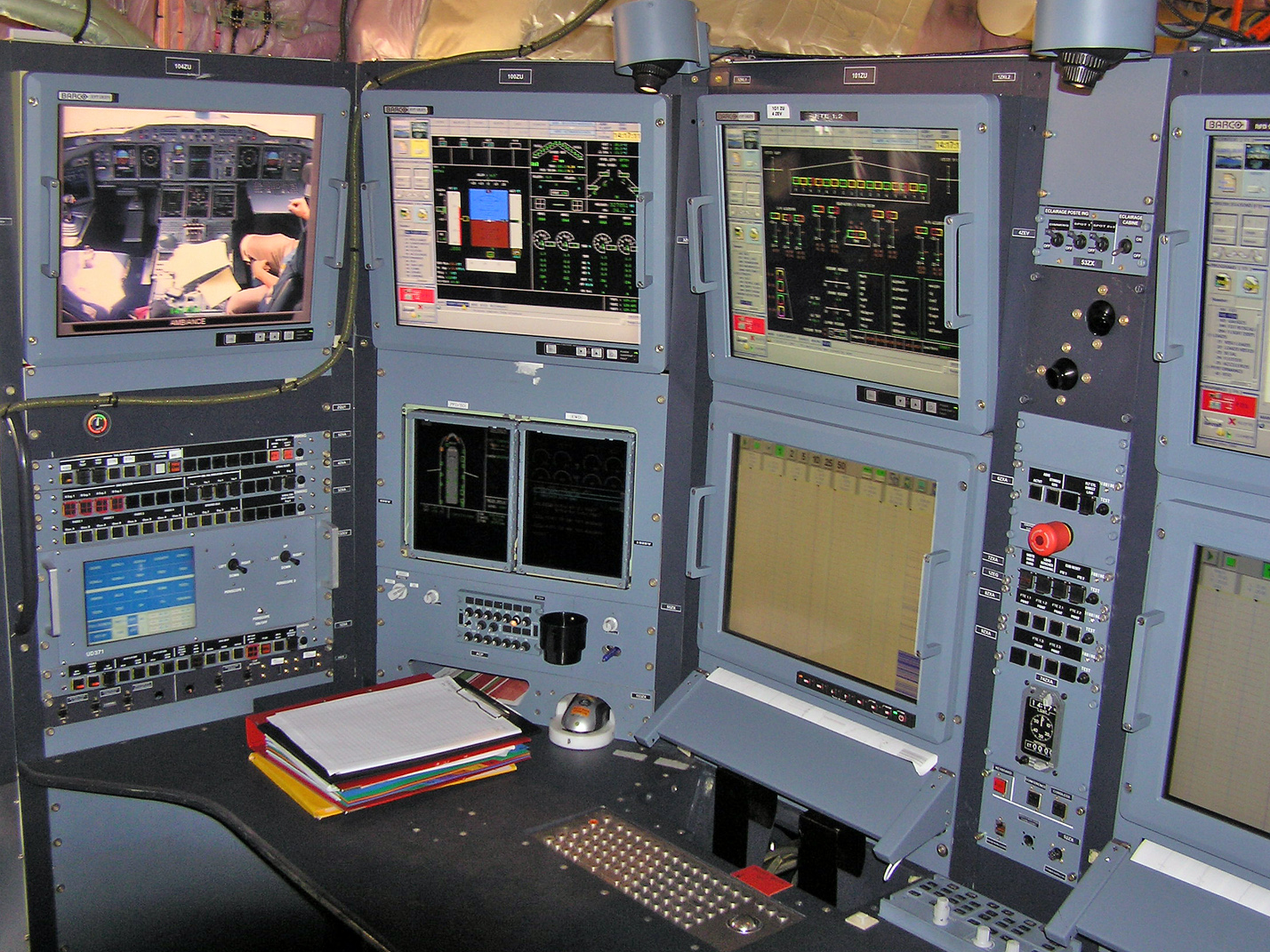
ostazione degli ingegneri di bordo

La strumentazione FTI (Flight Test Instrumentation) è l'insieme dei sistemi installati temporaneamente a bordo di un'aerodina che consentono il monitoraggio e la registrazione di parametri al fine di verificare determinate proprietà durante la fase di flight test (prove di volo) dell'aeromobile. Tipicamente questo tipo di sistemi è installato sui velivoli sperimentali, sia civili che militari e possono essere impiegati da centinaia a migliaia di sensori per il controllo di tutti i parametri caratteristici, in funzione della complessità del velivolo sottoposto a prova.

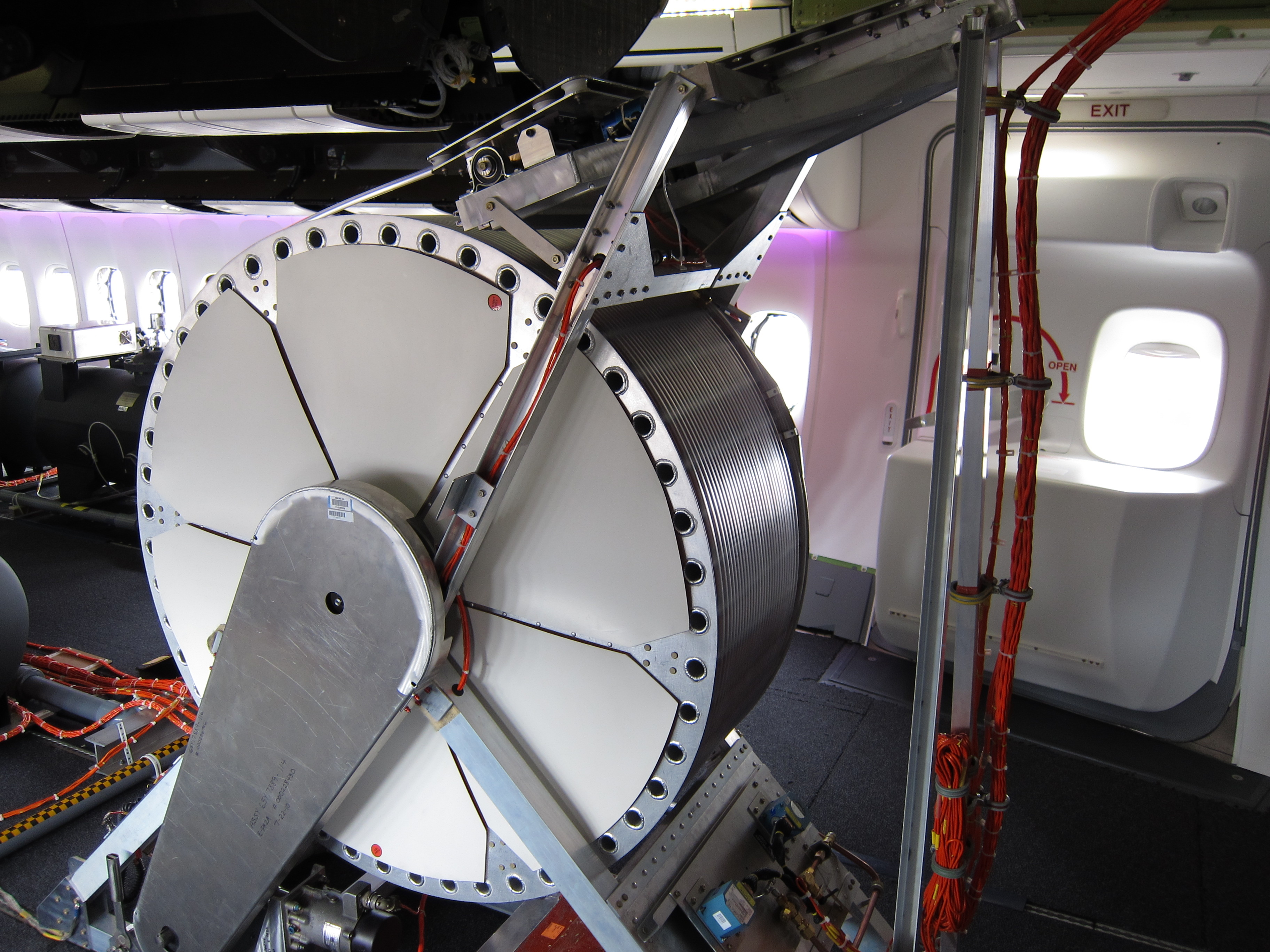
Sensore per la calibrazione della pressione statica di un Boeing 747. Si notino i collegamenti di colore arancione, tipico degli equipaggiamenti di flight testing

Questi tipi di equipaggiamento sono tipicamente indicati di colore arancione per essere facilmente identificabili.

## Descrizione
Secondo la Society of Flight Test Engineers (SFTE), l'organizzazione degli specialisti sperimentatori in volo nel mondo: “Le prove di volo sono un processo attraverso il quale si ottengono dati ed informazioni da un velivolo o da un sistema progettato per operare nell'atmosfera.”

### Campo di applicazione
La strumentazione FTI viene impiegata per le prove di volo al fine di verificare sperimentalmente in ambiente reale la validità del progetto iniziale, sia questo un velivolo completo, parti o sistemi importanti dello stesso, costituendo così la fase finale per il raggiungimento della stessa certificazione o qualifica degli stessi. Le Prove di volo, interessano i velivoli atmosferici sia pilotati sia quelli non pilotati.

### Storia
Otto Lilienthal, soprannominato in inglese Glider King (Re degli alianti) e pioniere dell'aviazione tedesca che con la raccolta, in metodo sistematico delle impressioni e dei pochi dati di volo che consentì alla prima generazione di pionieri di sperimentare ed imparare dai fallimenti per iniziare il primo volo del 1903.

## Tipologie di strumentazione FTI
La tipologia generale, secondo le indicazioni AGARD può essere classificata in due aree: sistemi aerotrasportati e sistemi a terra.

### Sistemi aerotrasportati
Lo scopo di un sistema di strumentazione a bordo è l'acquisizione dei dati delle operazioni in volo o l'acquisizione dei dati ambientali e la loro memorizzazione e o trasmissione di questi valori attraverso la telemetria ai sistemi di analisi o calcolo alla stazione di Prove volo. Il sistema può essere suddiviso in più componenti come i trasduttori, registratori e sistemi telemetrici.

### Sistemi a terra
La principale componente di strumentazione a terra è la stazione Prove volo per la ricezione dei dati in telemetria. Altrettanto componente significativa sono i radar utilizzati per le prove di volo relative alla verifica in volo dei dati aria, altezza e comportamento del velivolo in volo.

## Componenti

### Sensori

#### Air data boom

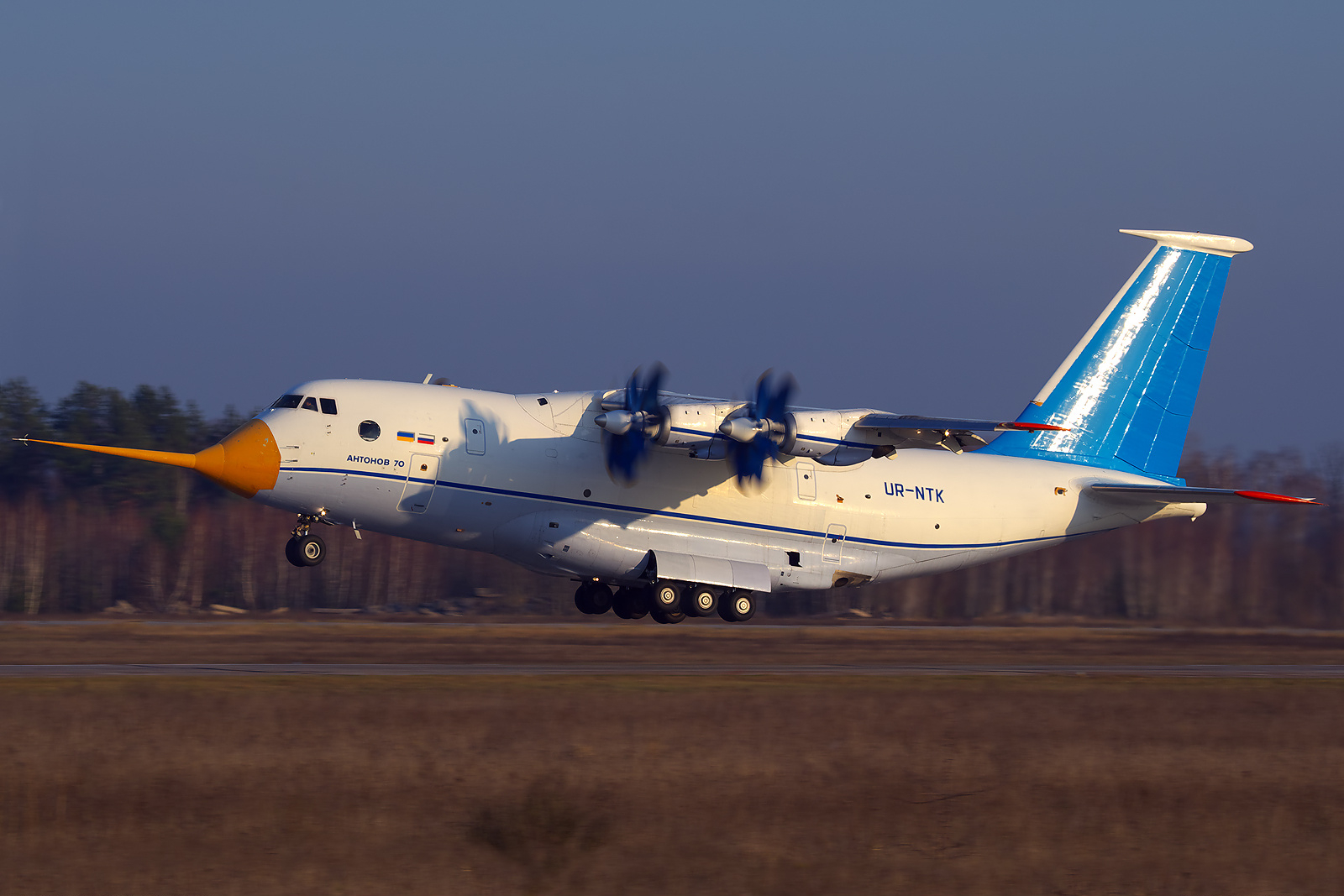
Un Antonov An-70 con un pitot-boom montato sul muso

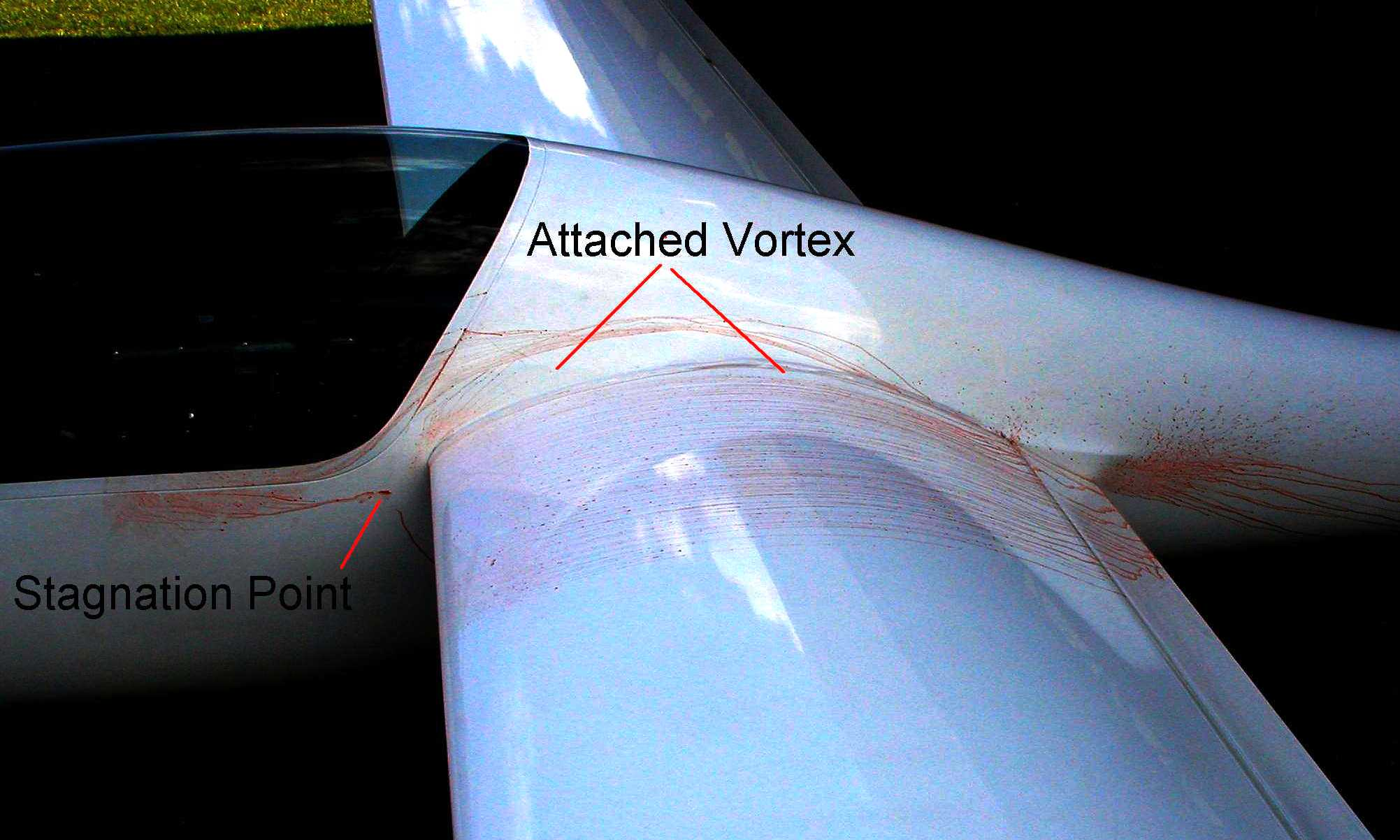
Punto di ristagno (Stagnation point) per la rilevazione della Total air speed

Con il termine air data boom si intendono tutti quei dispositivi aggiunti all'aeromobile sperimentale, al fine di calibrare o verificare la calibratura degli strumenti di bordo. Esempi di dati misurati da queste apparecchiature sono: pressione statica, pressione dinamica, angolo di attacco e total air temperature o temperatura di ristagno, che essendo maggiore della temperatura ambientale o statica è un parametro essenziale per permettere il calcolo della true air speed o velocità reale del air data computer.
I tubi di Pitot utilizzati per questo scopo vengono spesso chiamati pitot-boom a causa della loro forma allungata che ricorda un boma. Questi tubi di pitot provvisori vengono solitamente montati sul muso dell'aeromobile, sotto le ali o all'estremità delle ali a seconda delle caratteristiche dell'aeromobile e del pitot-boom.

### Software
Il software, come in tutte le applicazioni avioniche, gioca un ruolo fondamentale nella strumentazione per le prove di volo. La sempre maggior eterogeneità tra gli standard utilizzati dai vari produttori, ha portato nel 2005 alla creazione del formato XidML per la definizione delle strutture dati registrate dai vari sistemi.

## Sitografia
- (EN)  AGARD Flight Test Techniques Series